# Grans horitzons
Grans horitzons (títol original en anglès The Big Country) és una pel·lícula estatunidenca dirigida per William Wyler i estrenada l'any 1958.

## Argument
James McKay, un capità de vaixell de Baltimore, arriba a San Rafael, a l'Oest, per casar-se amb Pat Terrill, la filla malcriada del comandant Henry Terrill. Tant el comandant Terrill com el seu gran enemic, Rufus Hannassey, volen una finca, Big Muddy, per l'aigua que té. Julie Maragon, la millor amiga de Pat, és la propietària de Big Muddy i no la vol vendre a cap dels rivals. McKay sembla un dandi i Steve Leech, el capatàs del ranxo del comandant, el menysprea. A més a més, Steve està enamorat de Pat. El caràcter pacífic de McKay provoca el menyspreu de tothom, fins i tot de Pat. McKay s'interessa per Big Muddy i Julie i accepta vendre-li la finca. A causa d'això, Pat i McKay es discuteixen per última vegada. Leech aprèn a respectar la força de caràcter de McKay. Rufus Hannassey segresta Julie i para una trampa al comandant.

## Repartiment
- Gregory Peck: James McKay
- Jean Simmons: Julie Maragon
- Carroll Baker: Patricia Terrill
- Charlton Heston: Steve Leech
- Burl Ives: Rufus Hannassey
- Charles Bickford: Major Henry Terrill
- Alfonso Bedoya: Ramón Guiteras
- Chuck Connors: Buck Hannassey
- Chuck Hayward: Rafe Hannassey
- Buff Brady: Dude Hannassey
- Jim Burk: Blackie/Cracker Hannassey
- Dorothy Adams

## Premis
- Oscar al millor actor secundari (Burt Ives)[3]